# Крейліс-Петрова Кіра Олександрівна
Кіра Олександрівна Крейліс-Петрова (нар. 1 липня 1931, Ленінград, СРСР — пом. 12 травня 2021, Санкт-Петербург, Росія) — радянська і російська акторка театру і кіно. Заслужена артистка РФ (1994).

## Біографія
Кіра Петрова народилася 1 липня 1931 року в Ленінграді. Дитиною пережила блокаду міста. Разом з матір'ю Катериною Миколаївною і старшою сестрою Надією провела в обложеному місті 872 дні. Змалку грала на скрипці і любила смішити. Закінчивши школу, вирішила стати акторкою.
З першої спроби вступила до Школи-студії МХАТ . Курс, де вчилася Петрова, виявився зоряним: Галина Волчек, Анатолій Кузнецов, Ігор Кваша, Леонід Бронєвой, Ірина Скобцева, Петро Фоменко, Людмила Іванова та інші.
В інституті Кіра Петрова одружилася з латиським актором Яковом Крейлісом (1929—2003) і взяла подвійне прізвище Крейліс-Петрова. У 45-річному шлюбі народила дочку Марію, викладачку французької мови.
У 1955 році закінчила Школу-студію МХАТ (курс Олександра Карєва).
З 1955 по 1956 рік була акторкою Театру Балтійського флоту в Лієпаї, в 1957—1958 — в Театрі драми ім. Чехова Південно-Сахалінська. З 1960 по 1961 рік — акторка Ленінградського обласного Малого театру, з 1961 по 1962 рік — Ленінградського державного театру естради, з 1962 по 1963 рік — Ленінградської обласної філармонії.
З 1964 по 1980 рік — акторка Ленінградського ТЮГу.
З 1980 по 2012 рік служила в Александринському театрі. Протягом трьох десятиліть була однією з провідних акторок александринської сцени, була виконавицею як драматичних, так і комедійних, гострохарактерних ролей.
Грала в антрепризних спектаклях продюсерської компанії «ТеатрДом», була запрошена акторкою Театру музичної комедії і театру «Притулок комедіанта».
У кіно Кіра Крейліс-Петрова знімалася з 1957 року. Вона гострохарактерна, комедійна акторка, яка володіє мистецтвом ексцентрики і гротеску. Майстриня епізоду. З'являючись у кадрі, часом на кілька секунд, вона створювала закінчений комічний образ, який завжди приносив нові враження. Багато знімалася в телесеріалах: «Вулиці розбитих ліхтарів» (1998), «Російські страшилки» (2001), «Вовочка» (2001), «У нас всі будинки» (2003), « Таємниці слідства» (2004), «Жіноча логіка 4» (2004). В останні роки озвучувала мультфільми. Голосом Крейліс-Петрової говорять героїні мультфільмів «Куйгорож» (2007) та «Єгорій хоробрий» (2009) з циклу « Гора самоцвітів» студії « Пілот».
Кіра Крейліс-Петрова була авторкою сатиричних монологів, з якими виступала на творчих зустрічах і концертах. Крім того, вона авторка п'єс «Набридло боятися!» та «Де моє місце?» (в сценічному варіанті — «Під звуки оркестру»).
У 2012—2013 роках працювала ведучею програми «Прожитковий мінімум» на каналі 100ТВ.
У 2016 році була діагностована з пухлиною головного мозку, перенесла операцію, її стан поліпшився на кілька років.
Померла 12 травня 2021 року на 90-му році життя в Санкт-Петербурзі від онкологічного захворювання. Церемонія прощання відбулася 16 травня в центральному залі крематорію в Санкт-Петербурзі, після чого тіло було піддано кремації. Урна з прахом, згідно із заповітом, похована на місці поховання чоловіка Якова Крейліса в місті Алуксне, в Латвії 8 червня.

## Творчість

### Театр
- Антонівна — «Діти сонця», за п'єсою Максима Горького
- Треф — «Над світлою водою», за п'єсою Василя Бєлова
- Сільвія та М-м Кутюр — «Батько Горіо», за романом Бальзака
- Урсула — «Багато шуму з нічого», за п'єсою Вільяма Шекспіра
- Бальзамінова — «Одруження Бальзамінова», за п'єсою Олександра Островського
- 1990 — Єремеївна — «Недоросль», за п'єсою Дениса Фонвізіна, реж. Нора Рахштейн / Театр драми ім. О. С. Пушкіна
- Горпина Кіндратівна Большова — «Свої люди — розрахуємося!», за п'єсою Олександра Островського
- 1993 — Фана — «Ковпак з бубонцями», за п'єсою Луїджі Піранделло, реж. Володимир Воробйов / Александринського театру
- Маланка — «Не все коту масляна», за п'єсою Олександра Островського
- Текла Іванівна — «Одруження», за п'єсою Миколи Гоголя / Александринський театр
- 2001 — «На кабельних роботах восени 1969 року», за поемою Венедикта Єрофєєва «Москва — Пєтушки», реж. Георгій (Юрій) Васильєв, / «Білий театр»[3][4]
- 1999 — Надія Дурова — «О ви, які любили…», реж. Геннадія Тростянецького[5] / Пушкінський театральний центр, Будинок Кочнева
- 2000 — Урсула — «Голубки», за п'єсою Полы Вогил[en] «Прадавня професія» (англ. «The Oldest Profession» реж. В'ячеслав Долгачов / «ТеатрДом»
- Бабця — «Любов не картопля, не викинеш у віконце» / «ТеатрДом»
- Нюра — «Набридло боятися!» / «ТеатрДом» за власною п'єсою. Режисер — В. Туманов.

### Фільмографія
1. 1957 — Вулиця сповнена несподіванок —  перехожа
2. 1959 — Сварка в Лукашах —  членкиня правління колгоспу, учасниця зборів
3. 1969 — Мама вийшла заміж —  Людка, бригадирка
4. 1970 — Зелені ланцюжки —  Анастасія, дружина Семена
5. 1973 — Капітан —  пасажирка
6. 1974 — Ксенія, кохана дружина Федора —  епізод
7. 1975 — Крок назустріч — епізод; працівниця універсаму
8. 1979 — Троє в човні, не рахуючи собаки —  Поллі, дружина Поджера
9. 1980 — Ліс —  Улита, служниця Гурмижської
10. 1980 — Барабаніада (короткометражний фільм) — лікарка в поліклініці
11. 1981 — Подорож в Кавказькі гори —  тітка Настя
12. 1981 — Закоханий за власним бажанням —  Ніна, мати Віри
13. 1985 — Підсудний —  нервова свідка
14. 1986 — Жив-був Шишлов —  Фрязіна
15. 1990 — Яма —  Зося
16. 1992 — У тій області небес...
17. 1993 — Барабаніада —  очільниця древнього племені
18. 1993 — Вікно в Париж —  теща Горохова
19. 1994 — Російська симфонія —  Маздухіна
20. 1997 — Історія про Ричарда, Мілорд і прекрасну Жар-птицю —  бабуся «Мілорд»
21. 1998 — Вулиці розбитих ліхтарів (серія «Напій для справжніх чоловіків») —  епізод
22. 1999 — Тонка штучка —  бабця-знахарка
23. 2001 — Вовочка (2-й сезон) —  дама в капелюсі
24. 2004 — Жіноча логіка 4 —  Зінаїда Павлівна Зубкова, секретарка житлового кооперативу, дружина Зубкова
25. 2004 — Іменини —  бабця
26. 2005 — Напівімла —  Ликера
27. 2005 — Обережно, Задов! —  мати Приходько
28. 2007 — Особливості національної підлідної ловлі, або Відрив по повній —  Євгенія Петрівна (теща Зіновія)
29. 2008 — Привіт, Кіндер! —  Антоніна Тимофіївна, санітарка в лікарні
30. 2010 — Китайська бабуся —  Анна Македонівна, сусідка
31. 2011 — Маяковський. Два дня —  бабуся на базарі
32. 2010 — П'ята група крові
33. 2015  — Кухня —  Любов, бабуся Максима
34. 2016 — Країна чудес —  гостя у Семена

### Озвучування мультфільмів
1. 2007 — Що робити? або Куйгорож — Баба Акуля / Оповідачка / Куйгорож
2. 2009 — Єгорій Хоробрий (мультфільм) —  від автора
3. 2018 — Бредова тяганина —  старенька біля під'їзду
4. 2020 — Привіт, Бабульнік! —  спляча бабуся

## Нагороди
Заслужена артистка РФ (1994) .
Премія «Золотий софіт» (2000) за роль Надії Дурової в спектаклі «О, ви, які любили!».
Приз «За найкращу жіночу роль другого плану» на VII Міжнародному кінофестивалі « Бригантина» (за роль у комедії «Іменини», 2004).